# Rubens Paiva
Pour les articles homonymes, voir Paiva.
Rubens Beyrodt Paiva (26 décembre 1929 – 21 janvier 1971) est un ingénieur civil et homme politique brésilien qui, en tant que député à la Chambre des députés brésilienne, s'oppose à la mise en place de la dictature militaire au Brésil en 1964. En raison de son implication dans des activités considérées comme subversives par le régime dictatorial, il a été arrêté par les forces militaires, puis torturé et assassiné,. Son corps n'a jamais été retrouvé.

## Origines
Rubens Paiva est né à Santos, São Paulo. Il était le fils de Jaime Almeida Paiva, avocat et agriculteur, et d'Araci Beyrodt. Il était marié à Maria Lucrécia Eunice Facciolla Paiva, avec qui il a eu cinq enfants : Marcelo Rubens Paiva, Vera Silvia Facciolla Paiva, Maria Eliana Facciolla Paiva, Ana Lucia Facciolla Paiva et Maria Beatriz Facciolla Paiva.
Paiva a obtenu un baccalauréat en génie civil de l'Université presbytérienne Mackenzie en 1954. Il a rejoint la campagne nationaliste « Le pétrole est à nous » pour le monopole d'État sur le pétrole au Brésil en tant que membre du conseil étudiant. Durant ses années d'études, il a été président du Centre académique des étudiants en génie civil et vice-président de l'Union des étudiants de São Paulo.

## Carrière politique
La carrière politique de Paiva a commencé en octobre 1962, lorsqu'il a été élu député de l'État de São Paulo par le Parti travailliste brésilien. Il prit ses fonctions en février de l'année suivante et devint membre du Comité du Congrès créé pour examiner les activités de l'Institut de recherche et d'études sociales et de l'Institut brésilien d'action démocratique. Ces deux organisations étaient soupçonnées de financer de la propagande sur une possible « menace rouge » au Brésil. Le Comité a également accusé certains officiers militaires de haut rang d'avoir reçu des pots-de-vin de la part des deux entités, dans le cadre d'un système qui aurait financé le coup d'État militaire du 31 mars 1964. Cependant, la commission d’enquête n’a jamais présenté aucune preuve de telles allégations. Après le renversement du gouvernement brésilien en 1964, le mandat de Paiva, parmi d'autres hommes politiques, fut révoqué par le gouvernement militaire le 10 avril 1964.

## Exil et retour
Peu de temps après le coup d'État, Rubens Paiva quitta volontairement le Brésil pour s'exiler en Yougoslavie et à Paris, en France. Neuf mois plus tard, il devait s'envoler pour Buenos Aires pour une réunion avec les dirigeants de gauche déchus João Goulart et Leonel Brizola. Lors de l'escale à Rio de Janeiro, il a quitté l'avion et a embarqué sur un vol à destination de São Paulo, en direction de sa maison, où vivaient sa femme et ses enfants. Paiva a ensuite déménagé avec sa famille à Rio de Janeiro et est retourné travailler comme ingénieur civil, tout en continuant à collaborer et à aider les militants de gauche et les membres de la guérilla exilés au Brésil et à l'étranger.
Rubens Paiva a fondé, aux côtés du rédacteur en chef Fernando Gasparian, le journal Jornal de Debates et a été le dernier directeur d'Última Hora à São Paulo, avant que Samuel Wainer ne le vende au Grupo Folha d'Octávio Frias.
De retour d'un voyage à Santiago du Chili, où il avait aidé la fille exilée de son ami Bocaiúva Cunha, Paiva fut identifié par erreur comme un contact d'« Adriano », qui était le contact de Carlos Lamarca, alors le nom le plus recherché sur la liste des terroristes tenue par le régime dictatorial du Brésil.

## Arrestation et disparition
Espérant attraper « Adriano » et ainsi atteindre Lamarca, les forces militaires ont fait une descente au domicile de Paiva à Rio de Janeiro et l'ont arrêté le 20 janvier 1971. L'action a été menée par des hommes armés qui prétendaient être membres de l'armée de l'air brésilienne.
Après le raid, Paiva a été porté disparu. Selon des documents publiés par l'armée brésilienne, la voiture qui conduisait Paiva à la prison du Centre d'Opérations de Défense Intérieure a été arrêtée de force par des inconnus qui l'ont secouru.
L'épouse de Paiva, Eunice, a également été arrêtée au cours de la même opération et est restée au secret pendant douze jours. Eliana, la fille de 15 ans du couple, a été détenue dans la même prison pendant 24 heures. Eunice et Eliana ont été interrogées dans la même salle du DOI-CODI où des agents communistes présumés ont été torturés. Ils prétendaient avoir vu du sang, du pau de arara (en) et le portrait de Paiva dans les signes de reconnaissance[pas clair]. Ils ont également déclaré avoir entendu les cris des prisonniers apparemment torturés.
Pendant que sa femme et sa fille étaient interrogées, Paiva a été transféré au Département des opérations internes. Bien que ses restes n'aient jamais été retrouvés, des témoignages donnés des décennies plus tard à la Commission nationale de la vérité par un médecin de l'armée brésilienne et d'anciens officiers militaires ont révélé que Paiva est décédé le deuxième jour après son arrestation des suites de blessures liées à la torture dans la caserne militaire où il avait été détenu.
Dans une lettre de 1971, basée sur les témoignages d'autres prisonniers politiques, Eunice Paiva écrit que son mari a été torturé le jour même de son arrestation dans la III Zone Aérienne, située près de l'aéroport Santos Dumont, alors sous le commandement de João Paulo Burnier (pt), qui a également été accusé d'avoir torturé et tué Stuart Angel.

## Rubens Paiva dans les archives de la StB
Dans les archives de la Sécurité d'État tchécoslovaque (StB) à Prague, dans le dossier n° 11.778, intitulé « Personnes de la vie politique et économique au Brésil » , se trouvent deux lettres contenant des rapports officiels sur Rubens Paiva. Les deux rapports ont été rédigés le 27 mars 1964 par un chef de la police politique communiste tchécoslovaque et agent secret opérant au Brésil, sous le nom de code Moldán.
Le contenu du rapport explique pourquoi Moldán [ou plutôt Josef Mejstřík] s'est intéressé à Paiva. Avec l'aide de la journaliste et agent communiste brésilienne Maria da Graça Dutra et des agents Losada et Lenco, une cartographie du spectre idéologique de plusieurs hommes politiques brésiliens a été réalisée, afin de cataloguer l'orientation politique respective de chacun d'eux. La motivation qui a poussé Moldán à réaliser ce travail n'était pas due à une tâche de renseignement spécifique, mais à une demande officielle formulée par l'ambassadeur tchécoslovaque dans le cadre de ses activités diplomatiques légales. Cependant, toutes les informations recueillies sur Paiva ont été envoyées au siège des renseignements du StB, car ce contenu acquis, tôt ou tard, pourrait être utile au Parti communiste tchèque.
Le rapport de l'espion tchèque sur Rubens Paiva dit :
 "Rubens Paiva, membre du Congrès et dirigeant de l'une des commissions du Congrès. Il appartient à l'aile la plus à gauche de son parti et fait partie du « groupe compact », qui réunit les membres les plus radicaux du Congrès sous l'influence du parti communiste brésilien, ainsi que d'autres franges de la gauche radicale. Rubens Paiva est connu comme un membre du Congrès de gauche radicale, mais il ne se dit pas communiste. Je l'ai rencontré l'année dernière, à la fin du mois de mai, lors de ma visite à la commission des affaires étrangères de la Chambre des représentants, et il m'a été présenté avec d'autres membres de cette commission.
Je l'ai vérifié auparavant avec l'aide de Maria da Graça Dutra, Losada et Lenco, ainsi que de nombreux autres noms. [...] Tous trois ont répondu par une évaluation cohérente de Paiva comme étant un nationaliste radical et un leader politique combatif. Apparemment, il n'est pas membre du parti communiste."
Dans la deuxième note de Moldán, datée du même jour, les informations ci-dessus ont été complétées. Il a écrit qu'il était convaincu qu'il pourrait utiliser le rapport pour mener des opérations actives impliquant Paiva, afin d'exploiter son rôle au parlement brésilien. L'agent tchèque affirme que ses contacts avec le député vont s'intensifier et qu'en fonction des résultats, il verra jusqu'où il peut aller.
Le recrutement n’a cependant jamais eu lieu. Les documents du StB datent du 27 mars 1964, et le coup d'État militaire au Brésil a eu lieu seulement quatre jours plus tard.

## Dans la culture populaire
Rubens Paiva est interprété par Selton Mello dans le film  Je suis toujours là (2024) réalisé par Walter Salles. Le scénario a été écrit par Murilo Hauser et Heitor Lorega, et adapté du livre autobiographique Ainda Estou Aqui de Marcelo Rubens Paiva, le fils d'Eunice. Le film reçoit de nombreuses récompenses et nominations, notamment à la 81e Festival international du film de Venise et à la 97e cérémonie des Oscars. Le 23 janvier 2025, jour de l'annonce des nominations aux Oscars, le certificat de décès de Paiva est corrigé pour indiquer qu'il était mort de causes violentes aux mains de l'État ; la version précédente indiquait seulement qu'il était porté disparu.